# Dolina Lermy

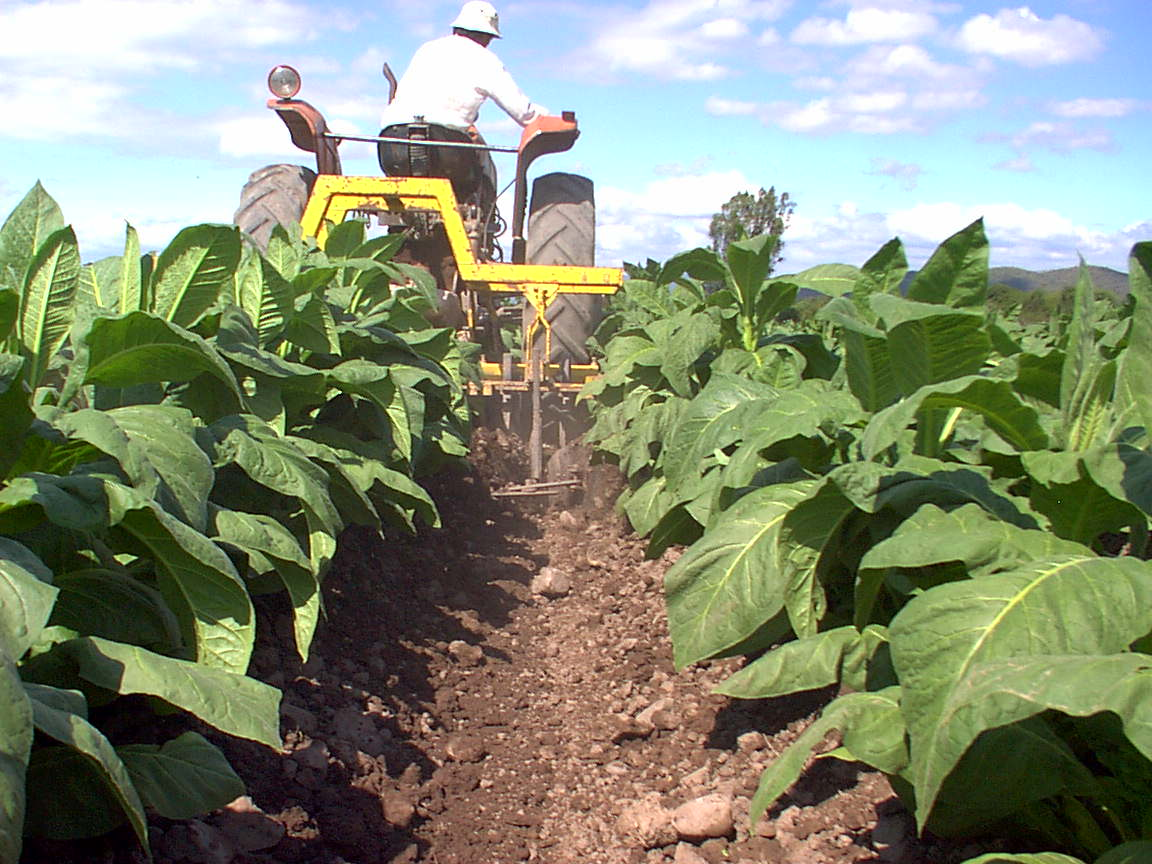
Tutaj znajdują się dwie główne argentyńskie fabryki tytoniu: Nobleza Piccardo i Massalin Particulares.

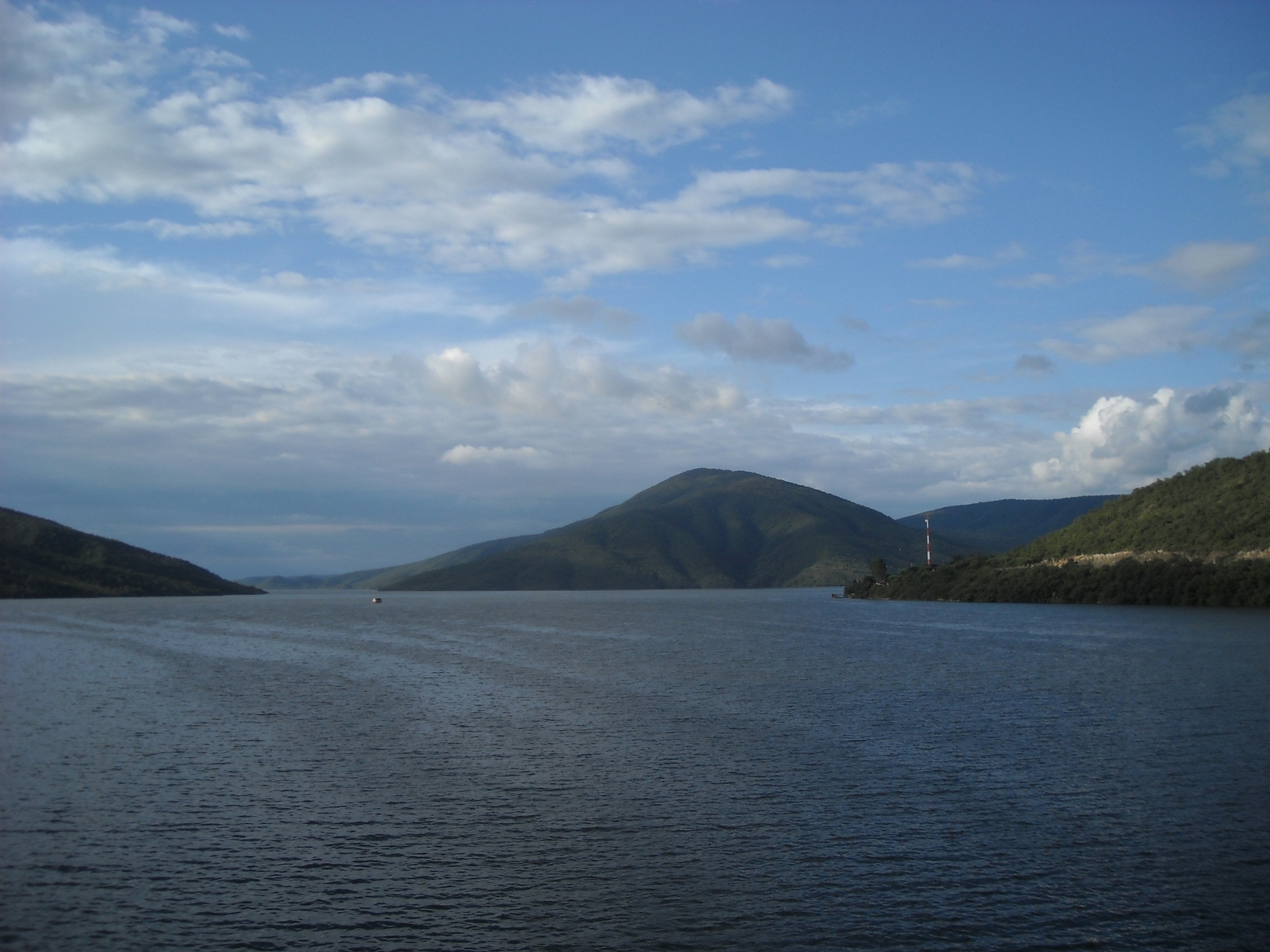
Cabra Corral

Dolina Lermy (el valle de Lerma) – rejon w Argentynie.

## Położenie
Dolina Lermy znajduje się w centrum geograficznym argentyńskiej prowincji Salta, na średniej wysokości 1100 m n.p.m.
Jej głównymi rzekami są Arenales i Toro. 
Na jej południowo-wschodnim skraju znajduje się sztuczny zbiornik Cabra Corral. Nad nim jest położona część aglomeracji Gran Salta (Wielkie Salta), a mianowicie Cerrillos, Rosario de Lerma, Campo Quijano, San Luis, San Lorenzo, Vaqueros, La Caldera, San Agustin.

## Gospodarka
Jest głównym centrum ekonomicznym całej prowincji. Zaznaczają się uprawy fasoli, tytoniu, kukurydzy i soi. Stanowi newralgiczny węzeł komunikacyjny w Regionie Północno-Wschodnim Argentyny. Tutaj znajdują się dwie główne argentyńskie fabryki tytoniu: Nobleza Piccardo i Massalin Particulares. Poza tym rozwija się przemysł spożywczy (Cosalta, Salta Refrescos, Cerveza Salta) i hutnictwo (Ceramica del Norte).

## Demografia
Gran Salta jest jedną z aglomeracji miejskich Argentyny o najwyższym wzroście liczby ludności. Obecnie projektuje się zbudowanie miasta dla 550 000 mieszkańców.
Ludność w większości jest pochodzenia metyskiego. W mniejszej mierze są to potomkowie Europejczyków. Poza tym zaznacza się liczna wspólnota pochodzenia boliwijskiego. 

## Klimat
Posiada klimat typowo górski, subandyjski, z zaznaczającą się porą suchą, która trwa od maja do listopada. Średnia roczna wysokość opadów wynosi 900 mm, z maksimum w półroczu letnim. Temperatura osiąga wartości powyżej 20°C latem i poniżej 14°C zimą.